# Adelaide Antici Leopardi
Adelaide Aloisia Francesca Antici Leopardi (Recanati, 10 ottobre 1778 – Recanati, 2 agosto 1857) è stata una nobildonna italiana, madre di Giacomo Leopardi.

## Biografia
Nacque a Recanati dal marchese Filippo Antici e dalla nobildonna Teresa Montani da Pesaro.
«Era una fanciulla di bellezza severa, da gli occhi di zaffiro splendenti e intelligenti, benché velati da una pensosa malinconia; dai corti capelli ricciuti d'un castano chiaro tendente al biondo, da l'aspetto maestoso, che pareva accordarsi perfettamente al carattere del vetusto palazzo di cui diveniva signora; alta e con un portamento da regina, ella nelle graziose acconciature e nelle succinte vesti, di cui la moda era venuta allora da Parigi, nulla perdeva de l'austerità naturale; e il viso, soprattutto gli occhi e la fronte, restavano severamente assorti, come in un mesto pensiero, sotto i diffusi riccioli ornati da un filo di perle, da un nastro di velluto e da un capriccioso spennacchietto. Tale ci appare in una miniatura sopra una tabacchiera di Monaldo; nessun sorriso, nessuna mollezza nelle austere sembianze: non sembra una delle graziose, voluttuose donne del secolo passato, ma un'antica matrona travestita».
Gli Antici costituivano una famiglia della nobiltà recanatese e Monaldo Leopardi, altro giovane rampollo della nobiltà di Recanati, che conobbe la diciottenne Adelaide il 15 giugno 1797, superò in pochi giorni la concorrenza alla sua mano dei conti Castracane di Cagli, Saladini di Ascoli e Borgogelli di Fano, non però l'ostilità al fidanzamento opposta da sua madre Virginia Mosca Leopardi, che agli Antici non perdonava la lite giudiziaria in corso per la proprietà di alcune terre; ma il consenso materno al matrimonio non era necessario e i due giovani si sposarono il seguente 27 settembre e il formale assenso alla nozze venne dalla madre Virginia dopo la cerimonia nuziale. Dopo il matrimonio divenne la contessa consorte di San Leopardo e utilizzò sempre lo stemma dei Leopardi.
Dalla coppia nacquero 10 figli e solo 2 sopravvissero alla sua morte:
1) Giacomo (1798-1837)
2) Carlo (1799-1878)
3) Paolina (1800-1869)
4) Luigi Gradolone (1803-morto a pochi giorni) 
5) Luigi Morione (1804-1828) 
6) Francesco Saverio (14 maggio 1807-27 luglio 1808)
7) Raimondo (nato e morto il 25 agosto 1809)
8) Giuseppe (nato e morto il 17 settembre 1811)
9) Pierfrancesco (1º novembre 1813 - 29 settembre 1851)
10) Ignazio (15 febbraio 1815-17 febbraio 1815)

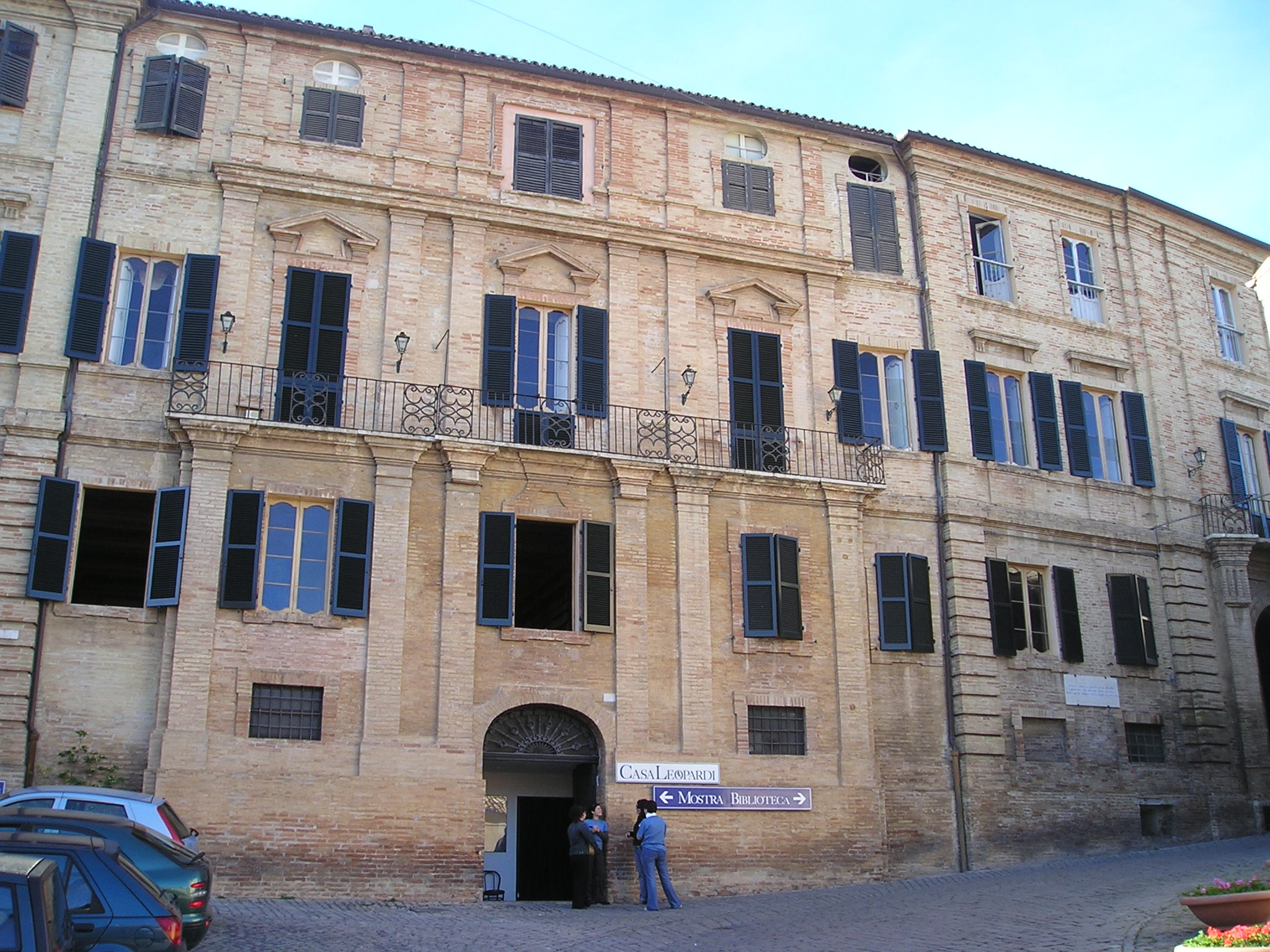
Palazzo Leopardi (Recanati)

Un tempo, la mortalità infantile era molto elevata, ma il dolore per quelle perdite premature non doveva essere attenuato da questa consapevolezza. Sembra tuttavia che il comportamento di Adelaide Antici fosse, a questo proposito, molto singolare. Giacomo ha scritto una nota nel suo Zibaldone, nella quale i critici hanno visto un indiscutibile riferimento alla madre:
«Io ho conosciuto intimamente una madre di famiglia che non era punto superstiziosa, ma saldissima ed esattissima nella credenza cristiana, e negli esercizi della religione. Questa non solamente non compiangeva quei genitori che perdevano i loro figli bambini, ma gl'invidiava intimamente e sinceramente, perché questi eran volati al paradiso senza pericoli, e avevan liberato i genitori dall'incomodo di mantenerli. Trovandosi più volte in pericolo di perdere i suoi figli nella stessa età, non pregava Dio che li facesse morire, perché la religione non lo permette, ma gioiva cordialmente; e vedendo piangere o affliggersi il marito, si rannicchiava in se stessa, e provava un vero e sensibile dispetto. Vedendo ne' malati qualche segno di morte vicina, sentiva una gioia profonda (che si sforzava di dissimulare solamente con quelli che la condannavano); e il giorno della loro morte, se accadeva, era per lei un giorno allegro ed ameno, né sapeva comprendere come il marito fosse sì poco savio da attristarsene».
L'incapacità del capo famiglia Monaldo di gestire il patrimonio della famiglia portò nel 1803 a decretarne l'interdizione fino al 10 febbraio 1820, con il conseguente affidamento a Adelaide delle responsabilità dell'amministrazione dei beni di casa Leopardi. Così, tra una gravidanza e l'altra, si prese cura degli affari, impose un regime di economie che, senza degradare il decoro della famiglia, permise di pagare i debiti contratti dal dissipatore Monaldo fino a tornare in un trentennio a una condizione di ripristinato benessere, ottenuto, come testimoniò il marito, «senza avere nessuna eredità, senza trovare ripostini, senza vincere al lotto, senza commerciare e senza sottoporsi a rigorose privazioni, ma solo per la buona e moderata economia di Adelaide mia moglie, la quale è stata il restauro e la benedizione della nostra casa».
Se Adelaide Antici, per poter amministrare i beni familiari in quelle stringenti circostanze, dovette imporre un rigoroso regime, altrettanto rigore, in termini di affetti, impose a sé stessa e ai figli: «mancò all'infanzia dei giovani Leopardi, anime irrequiete e ardenti, la gioia ineffabile della tenerezza visibile e delle carezze della madre. La contessa Adelaide amava i suoi figli, ma da cristiana austera [...] essa spinse all'estremo la riserbatezza che regnava nelle antiche famiglie [...] tenendo per massima di non cedere a nessuna dimostrazione di tenerezza. Essa stendeva la sua mano alle labbra de' suoi figli, ma non se li strinse mai al seno».
Aveva un modo tutto suo di occuparsi dei figli, leggendo la loro corrispondenza e osservando tutto quello che facevano: «lo sguardo di nostra madre ci accompagnava sempre, era l'unica sua carezza», ricorda il figlio Carlo, mentre la figlia Paolina scrisse di sentirsi oppressa da una madre che «gira per tutta la casa, si trova per tutto e a tutte le ore». Persona religiosissima, impose anche «regole di austerità assolutamente impraticabili», e la fede della sua religione «era la fede rigida, tirannica e benché, con la potenza della religione sincera, le desse forza e conforto nei più dolorosi momenti della sua vita, diveniva non di rado un tormento per lei e per chi le stava intorno».
Ma è ancora Giacomo a dare della madre il ritratto più impietoso e drammatico: «Considerava la bellezza come una vera disgrazia, e vedendo i suoi figli brutti o deformi, ne ringraziava Dio, non per eroismo, ma di tutta voglia. Non procurava in nessun modo di aiutarli a nascondere i loro difetti, anzi pretendeva che in vista di essi, rinunziassero intieramente alla vita nella loro prima gioventù; se resistevano, se cercavano il contrario, se vi riuscivano in qualche minima parte, n'era indispettita, scemava quanto poteva nell'opinione sua i loro successi (tanto de' brutti quanto de' belli, perché n'ebbe molti) e non lasciava passare, anzi cercava studiosamente l'occasione di rinfacciar loro, e far loro ben conoscere i loro difetti, e le conseguenze che ne dovevano aspettare, e persuaderli della loro inevitabile miseria, con una veracità spietata e feroce. Sentiva i cattivi successi de' suoi figli in questo o simili particolari, con vera consolazione, e si tratteneva di preferenza con loro sopra ciò che aveva sentito in loro disfavore. Tutto questo per liberarli dai pericoli dell'anima, e nello stesso modo si regolava in tutto quello che spetta all'educazione de' figli, al produrli nel mondo, al collocarli [...] questa donna aveva sortito dalla natura un carattere sensibilissimo ed era stata così ridotta dalla sola religione».
Adelaide pagò le spese di pubblicazione - 13,75 scudi - avvenuta a Roma nel 1819, delle due canzoni di Giacomo All'Italia e Sopra il monumento di Dante, vendendo alcuni gioielli. Pochissime sono le lettere che madre e figlio si scambiarono quando Giacomo lasciò Recanati, dal momento che ella gli proibì - ma se ne ignora il motivo - di scriverle. Lo sappiamo dalla lettera inviatale da Giacomo il 22 gennaio 1823: «Cara Mamma. Io mi ricordo ch'Ella quasi mi proibì di scriverle, ma intanto non vorrei che pian piano Ella si scordasse di me. Per questo timore rompo la sua proibizione e le scrivo, ma brevemente», e dalla risposta di Adelaide del 26 gennaio: «Carissimo ed amatissimo Figlio. Ad onta del divieto mi avete scritto due volte con tanta cordialità; ve ne sono tenuta [...] Addio, Figlio d'oro, continuatemi il vostro affetto sincero».
Giacomo fu ancora «costretto» a scrivere a lei e non al padre, il 17 novembre 1832, per chiederle di corrispondergli un assegno mensile di «12 francesconi», dal momento che Monaldo non aveva titolo alla gestione economica della casa: «Io non le scrivo mai, ed ora lo fo per disturbarla con una preghiera. Ciò è molto dispiacevole per me, ma Ella sa le cagioni del mio silenzio ordinario». L'assegno gli fu garantito e Giacomo ringraziò l'11 dicembre 1832: con questa lettera si chiuse la loro corrispondenza.
Adelaide Antici morì nel 1857, venti anni dopo Giacomo e dieci dopo Monaldo. Le sopravvissero i figli Carlo - che nel 1829 si era sposato, allontanandosi da Recanati - e Paolina, «la quale vivrà la morte della madre come una vera e propria liberazione dalle catene che Adelaide aveva imposto soprattutto a lei, l'unica donna della numerosa nidiata, sperimentando sulla figlia la possibilità di mettere in pratica i suoi rigorosi principi morali».